# Vredestein
Apollo Vredestein BV ist ein niederländischer Reifenhersteller mit Sitz in Enschede, Niederlande.

## Geschichte
Im Juli 1908 wurde die N. V. Rubberfabriek Vredestein von Mr. Emile Louis Constant Schiff (1864–1949) gegründet. In Loosduinen (Holland) begann man 1910 mit der Produktion von Fahrradreifen. Die Produktion der Autoreifen begann man 1912, 1914 wurde bereits der 10.000 produziert. Der Naturkautschuk kam mittlerweile aus Fernost statt aus Brasilien. Ein Werk für Fahrradreifen in Doetinchem wurde 1934 eingerichtet. Nach einem Studium in Delft folgte E. L. C. Schiff Junior (1895–1962), seinem Vater als Direktor der Rubberfabriek Vredestein.
1946 wurde in Delft der 10-millionste Fahrradreifen produziert. Im gleichen Jahr wurde nach dem 2. Weltkrieg die neue N. V. Nederlandsche-Amerikaansche Autobandenfabriek in Enschede gegründet. Insgesamt 6000 Anteile wurden aufgeteilt in: 1750 Stück für die N. V. Rubberfabriek Vredestein und 1250 Stück bei der amerikanischen B. F. Goodrich. 3000 Aktien wurden auf dem freien Aktienmarkt gestreut. B. F. Goodrich verließ das Unternehmen 1977 als Anteilshalter, es folgten viele Jahre mit unterschiedlichen Anteilseignern. Vredestein N. V. wurde 2005 mehrheitlich von dem russischen Amtel-Konzern übernommen. Dieser Konzern geriet aber wenige Zeit später in Insolvenz, konnte aber unbeschadet wieder in die Selbstständigkeit zurückfinden. 2009 wurde Vredestein dann vom indischen Reifenhersteller Apollo Tyres übernommen.
Seither firmiert das Unternehmen unter Apollo Vredestein B. V., mit europäischen Zentralen in London und Amsterdam.

## Meilensteine
1953 wurde in Enschede der 1.000.000. Autoreifen produziert, bereits 1955 waren es 2 Millionen und 1957 dann 3 Millionen. 1960 waren es 6 Millionen und 1977 waren es bereits 10.000 am Tag.

## Niederlassungen
Vredestein besitzt in fast allen Ländern Europas Niederlassungen. In Belgien, Dänemark, Deutschland, der Schweiz, Spanien, Frankreich, Italien, Norwegen, Österreich, Finnland und Großbritannien befinden sich neben dem Hauptsitz in Enschede Verkaufsbüros und Vertretungen.

## Reifen

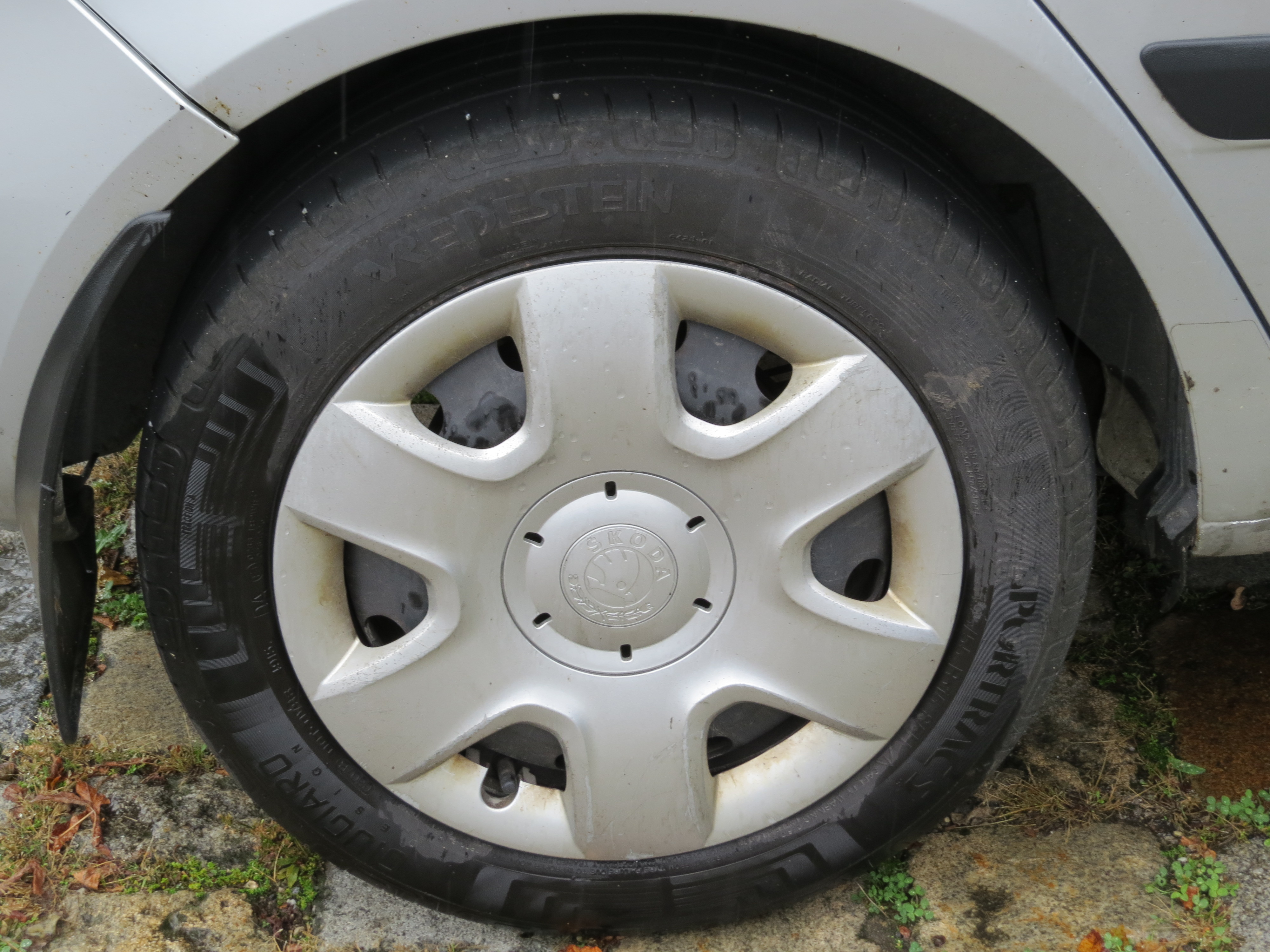
Autoreifen Vredestein Sportrac 5 auf einer Stahlfelge in der Dimension 195/55 R 15 (2017)

Als reiner Gummiartikel- und Fahrradreifenproduzent 1909 gegründet, produziert das Unternehmen heute neben Fahrrad-, PKW-, Landwirtschafts- und Industriereifen seit Juli 2006 auch Reifen für Motorroller. Ab den 1950er Jahren stellte die Firma diverse Gummiprodukte her: Absätze für Schuhe, Tennisbälle, Bodenbeläge, Matratzen, Stiefel und Innenbälle für Fußbälle.
Vredestein stellt etwa sechs Millionen Autoreifen pro Jahr her. Produktionsstandorte sind Enschede sowie Ungarn und Indien.

## Marken
Vredestein übernahm in den 1990er Jahren den schweizerischen Reifenherstellter Maloya. Diese Marke wurde bis 2012 als Zweitmarke von Vredestein mit vertrieben. Dann wurden der Produktname und die Profile eingestellt. Heute (2017) werden gemeinsam die Marken Vredestein und Apollo als Premiummarken  vertrieben.

## Giugiaro Design

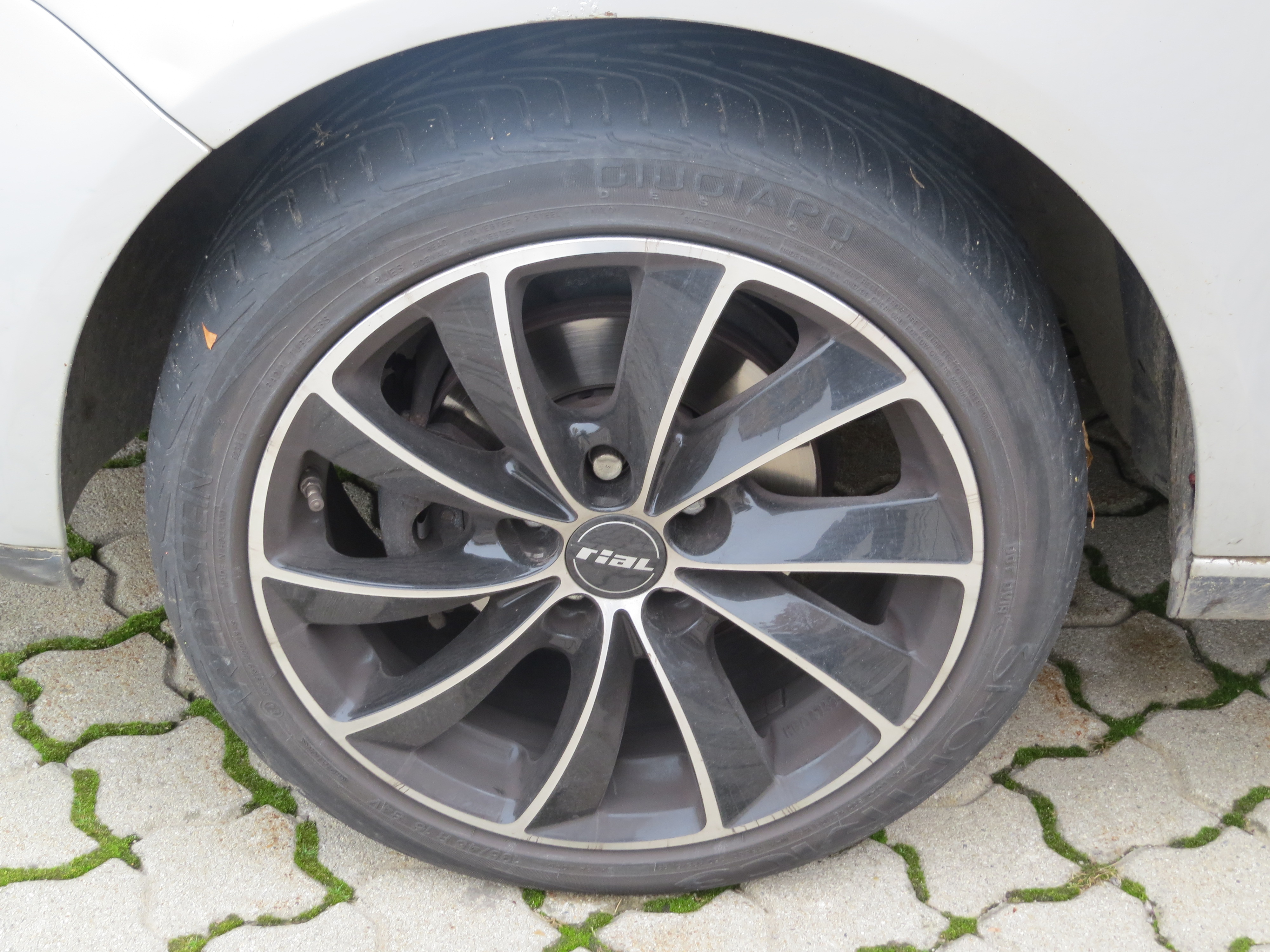
Ein Sportrac aus der Zusammenarbeit mit Giugiaro

Um den Erfolg der Reifen in fortschrittlichen Marktsegmenten zu verstärken, schloss Vredestein mit der bekannten italienischen Industriedesignschmiede Giugiaro ein Bündnis. 1997 entstand mit den Entwicklungsingenieuren und Giugiaro der Sportrac. Dieser Reifen im H- und V-Segment fand in der Branche große Beachtung. Die Kooperation wurde fortgesetzt und 2002 entstand der erfolgreiche Reifen Ultrac, später der Ultrac 2, der Sessanta und der Ultrac Satin.